# U.S. Men's Clay Court Championships 2004 - Qualificazioni singolare
Le qualificazioni del singolare  dell'U.S. Men's Clay Court Championships 2004 sono state un torneo di tennis preliminare per accedere alla fase finale della manifestazione. I vincitori dell'ultimo turno sono entrati di diritto nel tabellone principale. In caso di ritiro di uno o più giocatori aventi diritto a questi sono subentrati i lucky loser, ossia i giocatori che hanno perso nell'ultimo turno ma che avevano una classifica più alta rispetto agli altri partecipanti che avevano comunque perso nel turno finale.
Le qualificazioni del torneo U.S. Men's Clay Court Championships 2004 prevedevano 32 partecipanti di cui 4 sono entrati nel tabellone principale.

## Teste di serie
1. Alexander Peya (Qualificato)
2. Federico Browne (primo turno)
3. Jeff Morrison (primo turno)
4. Eric Taino (primo turno)

1. Sébastien de Chaunac (ultimo turno)
2. Juan Pablo Guzmán (primo turno)
3. Alex Kim (primo turno)
4. Diego Veronelli (Qualificato)

## Qualificati
1. Alexander Peya
2. Diego Veronelli

1. Stéphane Robert
2. Jean-Christophe Faurel

## Tabellone

### Legenda
| - Q = Qualificato - WC = Wild card - LL = Lucky loser | - ALT = Alternate - SE = Special Exempt - PR = Protected Ranking | - w/o = Walkover - r = Ritirato - d = Squalificato |

### Sezione 1
|  | Primo turno    | Primo turno          | Primo turno    | Primo turno | Primo turno |  |  | Secondo turno | Secondo turno        | Secondo turno        | Secondo turno        | Secondo turno        |   |   | Ultimo turno | Ultimo turno   | Ultimo turno   | Ultimo turno | Ultimo turno |  |
|  |                |                      |                |             |             |  |  |               |                      |                      |                      |                      |   |   |              |                |                |              |              |  |
|  | 1              | Alexander Peya       | 6              | 4           | 7           |  |  |               |                      |                      |                      |                      |   |   |              |                |                |              |              |  |
|  |                | Dušan Vemić          | 4              | 6           | 68          |  |  | 1             | Alexander Peya       | Alexander Peya       | 7                    | 6                    |   |   |              |                |                |              |              |  |
|  | Nicolás Todero | Nicolás Todero       | Nicolás Todero | 6           | 6           |  |  |               | Nicolás Todero       | Nicolás Todero       | 64                   | 2                    |   |   |              |                |                |              |              |  |
|  | Kiantki Thomas | Kiantki Thomas       | Kiantki Thomas | 2           | 3           |  |  |               |                      |                      |                      |                      |   |   | 1            | Alexander Peya | Alexander Peya | 6            | 6            |  |
|  | Lovro Zovko    | Lovro Zovko          | Lovro Zovko    | 6           | 6           |  |  |               |                      | 5                    | Sébastien de Chaunac | Sébastien de Chaunac | 4 | 4 |              |                |                |              |              |  |
|  | Kean Feeder    | Kean Feeder          | Kean Feeder    | 4           | 0           |  |  |               | Lovro Zovko          | Lovro Zovko          | 1                    | 2                    |   |   |              |                |                |              |              |  |
|  | 5              | Sébastien de Chaunac | 6              | 2           | 6           |  |  | 5             | Sébastien de Chaunac | Sébastien de Chaunac | 6                    | 6                    |   |   |              |                |                |              |              |  |
|  |                | Pavel Ivanov         | 2              | 6           | 4           |  |  |               |                      |                      |                      |                      |   |   |              |                |                |              |              |  |

### Sezione 2
|  | Primo turno         | Primo turno            | Primo turno            | Primo turno | Primo turno |  |  | Secondo turno       | Secondo turno       | Secondo turno       | Secondo turno   | Secondo turno   |   |   | Ultimo turno | Ultimo turno        | Ultimo turno        | Ultimo turno | Ultimo turno |  |
|  |                     |                        |                        |             |             |  |  |                     |                     |                     |                 |                 |   |   |              |                     |                     |              |              |  |
|  |                     | Amer Delić             | Amer Delić             | 7           | 6           |  |  |                     |                     |                     |                 |                 |   |   |              |                     |                     |              |              |  |
|  | 2                   | Federico Browne        | Federico Browne        | 6           | 2           |  |  | Amer Delić          | Amer Delić          | Amer Delić          | 69              | 2               |   |   |              |                     |                     |              |              |  |
|  | Esteban Carril Caso | Esteban Carril Caso    | 4                      | 7           | 7           |  |  | Esteban Carril Caso | Esteban Carril Caso | Esteban Carril Caso | 7               | 6               |   |   |              |                     |                     |              |              |  |
|  | Ryan Haviland       | Ryan Haviland          | 6                      | 5           | 63          |  |  |                     |                     |                     |                 |                 |   |   |              | Esteban Carril Caso | Esteban Carril Caso | 62           | 2            |  |
|  | Bruno Soares        | Bruno Soares           | 6                      | 3           | 6           |  |  |                     |                     | 8                   | Diego Veronelli | Diego Veronelli | 7 | 6 |              |                     |                     |              |              |  |
|  | Bjorn Rehnquist     | Bjorn Rehnquist        | 2                      | 6           | 4           |  |  |                     | Bruno Soares        | Bruno Soares        | 3               | 5               |   |   |              |                     |                     |              |              |  |
|  | 8                   | Diego Veronelli        | Diego Veronelli        | 6           | 6           |  |  | 8                   | Diego Veronelli     | Diego Veronelli     | 6               | 7               |   |   |              |                     |                     |              |              |  |
|  |                     | Gabriel Trujillo Soler | Gabriel Trujillo Soler | 3           | 4           |  |  |                     |                     |                     |                 |                 |   |   |              |                     |                     |              |              |  |

### Sezione 3
|  | Primo turno    | Primo turno     | Primo turno     | Primo turno | Primo turno |  |  | Secondo turno   | Secondo turno   | Secondo turno   | Secondo turno | Secondo turno |   |   | Ultimo turno    | Ultimo turno    | Ultimo turno    | Ultimo turno | Ultimo turno |  |
|  |                |                 |                 |             |             |  |  |                 |                 |                 |               |               |   |   |                 |                 |                 |              |              |  |
|  |                | Stéphane Robert | Stéphane Robert | 6           | 6           |  |  |                 |                 |                 |               |               |   |   |                 |                 |                 |              |              |  |
|  | 3              | Jeff Morrison   | Jeff Morrison   | 1           | 3           |  |  | Stéphane Robert | Stéphane Robert | Stéphane Robert | 6             | 6             |   |   |                 |                 |                 |              |              |  |
|  | Brendan Evans  | Brendan Evans   | Brendan Evans   | 7           | 6           |  |  | Brendan Evans   | Brendan Evans   | Brendan Evans   | 4             | 2             |   |   |                 |                 |                 |              |              |  |
|  | Boris Pašanski | Boris Pašanski  | Boris Pašanski  | 6(1)        | 4           |  |  |                 |                 |                 |               |               |   |   | Stéphane Robert | Stéphane Robert | Stéphane Robert | 6            | 6            |  |
|  | Kevin Kim      | Kevin Kim       | 6               | 5           | 6           |  |  |                 |                 | Kevin Kim       | Kevin Kim     | Kevin Kim     | 2 | 1 |                 |                 |                 |              |              |  |
|  | Thomas Blake   | Thomas Blake    | 4               | 7           | 4           |  |  | Kevin Kim       | Kevin Kim       | 6               | 3             | 6             |   |   |                 |                 |                 |              |              |  |
|  |                | José de Armas   | José de Armas   | 6           | 6           |  |  | José de Armas   | José de Armas   | 4               | 6             | 4             |   |   |                 |                 |                 |              |              |  |
|  | 7              | Alex Kim        | Alex Kim        | 3           | 1           |  |  |                 |                 |                 |               |               |   |   |                 |                 |                 |              |              |  |

### Sezione 4
|  | Primo turno       | Primo turno            | Primo turno            | Primo turno | Primo turno |  |  | Secondo turno          | Secondo turno          | Secondo turno          | Secondo turno   | Secondo turno |   |   | Ultimo turno           | Ultimo turno           | Ultimo turno | Ultimo turno | Ultimo turno |  |
|  |                   |                        |                        |             |             |  |  |                        |                        |                        |                 |               |   |   |                        |                        |              |              |              |  |
|  |                   | Jean-Christophe Faurel | Jean-Christophe Faurel | 6           | 6           |  |  |                        |                        |                        |                 |               |   |   |                        |                        |              |              |              |  |
|  | 4                 | Eric Taino             | Eric Taino             | 4           | 3           |  |  | Jean-Christophe Faurel | Jean-Christophe Faurel | Jean-Christophe Faurel | 7               | 6             |   |   |                        |                        |              |              |              |  |
|  | Brian Baker       | Brian Baker            | Brian Baker            | 6           | 6           |  |  | Brian Baker            | Brian Baker            | Brian Baker            | 5               | 4             |   |   |                        |                        |              |              |              |  |
|  | Robert Yim        | Robert Yim             | Robert Yim             | 1           | 1           |  |  |                        |                        |                        |                 |               |   |   | Jean-Christophe Faurel | Jean-Christophe Faurel | 4            | 6            | 6            |  |
|  | Michael Russell   | Michael Russell        | Michael Russell        | 6           | 6           |  |  |                        |                        | Michael Russell        | Michael Russell | 6             | 2 | 4 |                        |                        |              |              |              |  |
|  | K. J. Hippensteel | K. J. Hippensteel      | K. J. Hippensteel      | 3           | 2           |  |  | Michael Russell        | Michael Russell        | Michael Russell        | 6               | 6             |   |   |                        |                        |              |              |              |  |
|  |                   | Emin Ağayev            | Emin Ağayev            | 6           | 6           |  |  | Emin Ağayev            | Emin Ağayev            | Emin Ağayev            | 4               | 4             |   |   |                        |                        |              |              |              |  |
|  | 6                 | Juan Pablo Guzmán      | Juan Pablo Guzmán      | 3           | 4           |  |  |                        |                        |                        |                 |               |   |   |                        |                        |              |              |              |  |